# Топонімія Словаччини
Топонімія Словаччини — сукупність топонімів словацькою мовою на території Словаччини. У статті поданий переклад українською найбільш поширених топонімів країни, їхні синоніми та унормовані скорочення на словацьких картах, вказівниках та інформаційних стендах.

## Топоніми

### Розміщення та характеристика
Сторони світу: severný — північний; južný — південний; západný — західний; vychodný — східний.
Кольори: červeny, červ. — червоний; čierny — чорний; biely — білий.
Stredný, str. — центральний, середній; nízky — низький; vysoký — високий; hlboký — глибокий; malý, m. — малий; vel'ky, veľ. — великий; dlhý — довгий; — короткий; rovný — рівний; široký — широкий; nový — новий; starý — старий; krásny — чудовий, красивий; okrúhly — круглий; studený — холодний; teplý — теплий; na, n. — над, на; p. — під, коло; zadný — задній; predný — передній; slovenský, slov. — словацький.

### Гідронімія

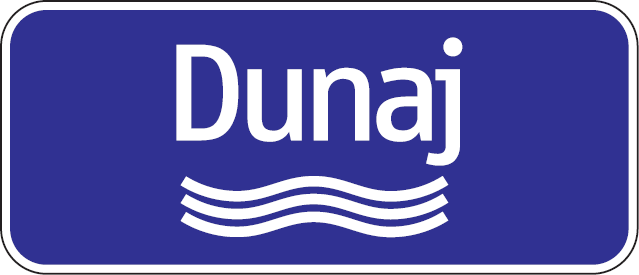

Voda — вода; vodný — водний, водяний; bystrý — стрімкий, швидкий, бистрий; suchý — сухий; mokrý — мокрий; l'adový — льодовий.
Rieka, r. — річка; vel'tok — велика річка; prameň, prm. — витік, джерело; studňa, studienka — криниця; žriedlo, žried. — мінеральне джерело; teplica — гаряче джерело; prúd — течія; potok — потік, струмок; bystrina — гірський потік, струмок, бистрина; plytčina — мілина; breh — берег; rameno — рукав річки; perej, per. — річковий поріг; prítok — притока; povodie — басейн річки; kanal, kan., prieplav, priepl. — канал; stoka — відвідний канал; vodopad, vdp. — водоспад; ústie — гирло; brod — брід; struha — рів, канава.
Nádrž — водойма; jazero, jaz. — озеро; pleso — гірське озеро; rybník — став, ставок; priehrada, priehr. — гребля, загата.
Bahno — болото, багно; močiar, močiarina, moč., mokrina — болото, мочар, трясовина; rašelinisko, rašelinište, raš., slatina — торфовище, торф'яне болото.

### Оронімія
Kamenný — кам'яний, камінний; vrchný — верхній; nižný, dolný, dol. — нижній, долішній.
Hora, h. — гора; vrchol, vrch, vrchovina — гірська вершина; štít — пік, вершина гори; hrebeň — гребінь; chrbát, pohorie — гірський хребет; bradlo, skala, sk. — стрімчак, скеля; dolina, dol., údolie, úd. — долина; uval — видолинок; prielom — розпадина, ущелина; žľab, žleb — вузька ущелина; priesmyk, pr. — гірський перевал; stráň — схил, косогір; podhorie, predhorie — передгір'я, підгір'я; pohorský — підгірний; sopka — сопка.
Kotlina, kotl. — улоговина; nižina, níž. — низовина; plošina, plaň. — рівнина, плоскогір'я; kopec, kop. — горб, невелика гора; chlm, pahorok — пагорб, пагорбок; pahorkatina, pah. — горбиста, гориста місцевість; rokľa, roklina — яр, видолинок; úžl'abie, úžľabina — вузький яр, ущелина; val — вал, насип; vŕšok — горб, грунь; výšina, vysočina, vys., v. — гориста місцевість, височина; vyvyšenina — узвишшя.
Jaskyňa, j. — печера, грот; kras — карст; ostroh — мис, ріг; ostrov, o. — острів.

### Ойконімія

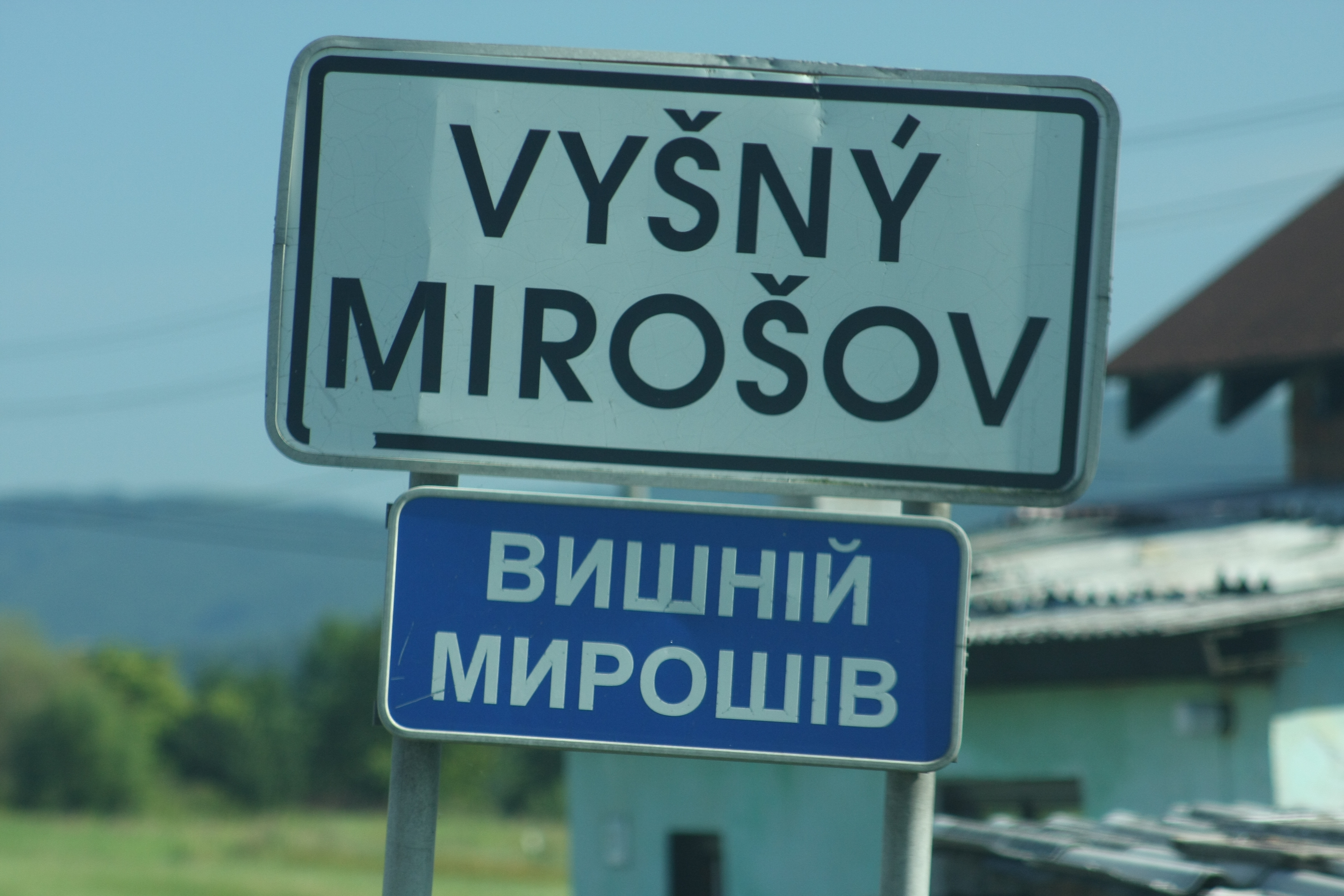

Obec, osada — населений пункт; mesto — місто; dedina, ves — село; láz — гірське селище.

### Хоронімія
Oblast’ — область; kraj — край, місцевість; okres — район, округ.
Obora — заповідник; park narodny — національний парк.

### Дромонімія

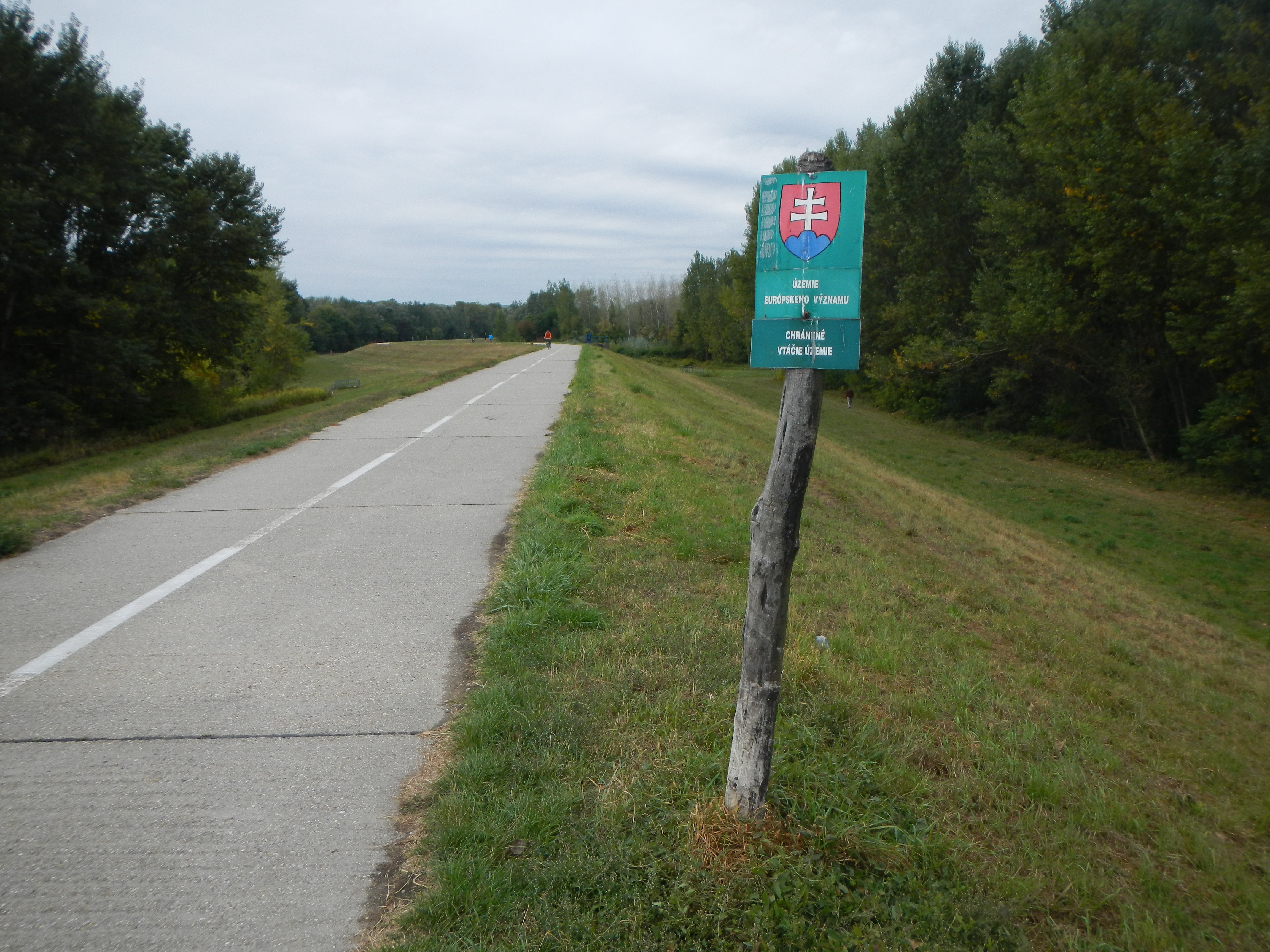

Cesta, dráha — шлях, дорога; — залізниця; most — міст; letisko, letište — аеродром, летовище; zastávka — зупинка.

### Дрімоніми та інша рослинність
Les, l. — ліс; lesnatý — лісистий, вкритий лісом; lesný — лісовий; haj — гай, невеликий ліс; hvozd — густий, дрімучий ліс; bor — бір; prales — праліс, одвічний ліс; polesie — полісся; mýtina — просіка, поруб.
Hol'a — полонина; lúka — лука; pole — поле; pustý — пустельний, пустий.

### Інші об'єкти
Mlyn — млин; brána — брама, ворота; zrúcenina — руїна.